# Treron apicauda
El vinago de cola larga o vinago rabudo (Treron apicauda), es una especie de ave columbiforme perteneciente a la familia Columbidae. Es originaria de Bangladés, Bután, Camboya, China, India, Laos, Birmania, Nepal, Tailandia, y Vietnam.